# Eicherax ricnotes
Eicherax ricnotes là một loài ruồi trong họ Asilidae. Eicherax ricnotes được Engel miêu tả năm 1930. Loài này phân bố ở vùng Tân nhiệt đới.